# 周冰
周冰（1916年—2011年），對日抗戰的地下工作人員。於國共內戰時期1949年5月出任浙東反共救國軍第一路第14縱隊少將司令，也成為中華民國國軍首位帶兵的女性少將司令。

## 生平
周冰出生於1916年，是上海周大興百貨周順生之女。自幼就崇拜秋瑾，好打抱不平。曾加入清幫和洪門等幫派，並加入國軍從事地下工作。周冰於1938年認識國軍第64軍155師師長陳公俠並締結連理。
自對日抗戰至國共內戰時，周冰都一直協助國軍取得敵方情報。在抗日末期，以「鄭周冰」的化名在重慶開設百貨行，識破一名日本女間諜身分，並因而破獲日軍在四川的一個諜報網。 
周冰於1949年5月出任浙東反共救國軍第一路第14縱隊少將司令，也成為國軍首位帶兵的女性少將司令官。但在當時，對於國軍有這麼一名英勇的女軍官，不僅外界從未聽過，連軍中都鮮有人知。主因是周冰當年奉行政院長閻錫山命令隱去真實身分進入上海、杭州等中共佔領區執行特工任務，並發展武裝組織。
周冰任職少將司令職務僅短短七個月，就領命撤銷少將軍銜，再易容女扮男裝進入大陸地區執行任務，主要是為了避免出事時暴露真實身分。當時的任務是要收編抗日巾幗英雄雙槍黃八妹（黃百器），周冰極力說服黃八妹後成功達成任務。1950年舟山撤退後，黃率部移至大陳島，任“中華婦女反共抗俄聯合總會浙江分會”主任，繼續打遊擊。1955年大陳島撤退後遷至台北定居。
1951年周冰以化名「周榆」與也撤除中將軍階的夫婿陳公俠進入香港發展對大陸地下工作，後兩人失事被俘，並遭香港政府判刑入獄，服刑兩年後經政府營救於1958年引渡回台。 返台後，當時政府不承認被俘的情報員，但曾有意安排陳公俠出任基隆港務局長，周冰到婦女會，但兩人卻都只想回軍職，最後雙雙婉拒職務安排。 
陳公俠最後與周冰離異。由於周冰少將身分已除，因此僅獲得榮民證，貢獻雖大但回報不成比例。後來周冰自力更生，曾考取中醫針灸執照，藉以撫養一女陳端宜。晚年接受了國軍退除役官兵輔導委員會介入照顧，並領得了微薄的就養津貼。直到1984年，時任參謀總長的郝柏村頒發周冰少將身分的退伍證明，才讓周冰得以重回國軍將官名冊中。
周冰於2011年逝世後，其少將官階與事跡才由女兒曝光。國防部長高華柱指示，除蒐整周冰將軍資料外要對其事蹟做後續處理，以表彰其典範。